# Marie Charlotte Neviandt
Marie Charlotte Neviandt (* 4. Oktober 1826 Vaals, Niederlande; † 3. März 1889 in Elberfeld) war die Ehefrau des freikirchlichen Theologen Heinrich Neviandt.

## Biographie
Als geborene Charlotte Binterim heiratete sie am 12. Mai 1857 Heinrich Neviandt, Pastor der ersten Freien evangelischen Gemeinde in Deutschland und späterer Präses des Bundes Freier evangelischer Gemeinden. Durch ihre Sprachbegabung war sie imstande, die Werke von Auguste Rochat, Adolphe Monod und Alexandre Vinet ins Deutsche zu übersetzen. Durch diese Bücher wurde das freikirchliche Gedankengut weiten Kreisen in Deutschland bekannt. Mit ihrem Mann Heinrich Neviandt blieb sie kinderlos, galt aber in der Gemeinde Barmen-Elberfeld als „Mutter der Gemeinde“.

## Werke (Auswahl)
- Auguste Rochat: Bemerkungen nach dem Worte Gottes über Wesen, Verfassung und Ziel der Gemeine oder Kirche Christi. Aus dem Französischen von A. Rochat, weiland Vorsteher und Prediger der freien evangelischen Gemeine in Rolle bei Genf, Elberfeld 1855. (Übersetzung)